# Sergej Sjojgu
Sergej Kuzjugetovitj Sjojgu (ryska: Сергей Кужугетович Шойгу, tuvinska: Сергей Күжүгет оглу Шойгу), född 21 maj 1955 i Tjadan i Tuvinska autonoma oblastet, Ryska SFSR, Sovjetunionen (idag i Tuva, Ryssland), är en rysk politiker och general. Han var Rysslands försvarsminister mellan 2012 och 2024. I maj 2024 övertog han posten som sekreterare i Rysslands säkerhetsråd.

## Biografi
Sergej Sjojgu är son till en tuvinsk far och en rysk mor. Han tog 1977 examen som civilingenjör vid polytekniska institutet i Krasnojarsk, samt 1996 en kandidatexamen i nationalekonomi vid Ryska presidentakademien för nationalekonomi och offentlig förvaltning i Moskva. Under 1980-talet arbetade Sjojgu som ingenjör i bland annat Krasnojarsk, Kyzyl och Abakan, och hade även lokalpolitiska uppdrag inom Sovjetunionens kommunistiska parti.
Efter att ha flyttat till Moskva 1990 utsågs han året därpå till chef för Ryska SFSR:s civilförsvarsmyndighet, och fortsatte efter Sovjetunionens upplösning senare samma år som chef för myndighetens motsvarighet i Ryska federationen. I samband med att civilförsvarsmyndigheten omorganiserades som Ryska federationens katastrofhanteringsministerium 1994 blev Sjojgu minister för civilförsvaret och katastrofsituationer.
Under Sjojgus tid som civilförsvarsminister kom han ofta att personligen besöka katastrofscener i landet, samtidigt som han upparbetade en medial synlighet som gjorde honom till en av Rysslands populäraste ministrar. Från 1999 var han ledare för partiet Enighet, som gav sitt stöd till Vladimir Putins kandidatur i presidentvalet i Ryssland 2000; efter Putins valseger kom partiet 2001 att uppgå i Enade Ryssland. Sjojgu innehade posten som civilförsvarsminister till maj 2012, då han utsågs till guvernör i Moskva oblast. Han lämnade denna post då han utnämndes till försvarsminister i november samma år, sedan företrädaren Anatolij Serdjukov avskedats av president Putin efter misstankar om korruption.
Som försvarsminister kom Sjojgu bland annat att ansvara för den ryska interventionen i inbördeskriget i Syrien. Sedan februari 2022 har han varit en av de ledande aktörerna bakom Rysslands invasion av Ukraina, tillsammans med generalstabschefen Valerij Gerasimov. Sjojgu och Gerasimov har kritiserats i Ryssland för sin hantering av invasionen, bland annat av Wagnergruppens ledare Jevgenij Prigozjin. I juni 2023 genomförde Wagnergruppen ett misslyckat kuppförsök, vars mål var att avsätta Sjojgu och Gerasimov.
Efter invasionen av Ukraina införde bland annat EU och USA i februari 2022 sanktioner mot flera personer inom och med koppling till Rysslands regering, däribland Sjojgu.
När Putin presenterade sin nya regering 13 maj 2024 stod det klart att Sjojgu fick lämna posten som försvarsminister för att istället bli chef för säkerhetsrådet.

## Bildgalleri

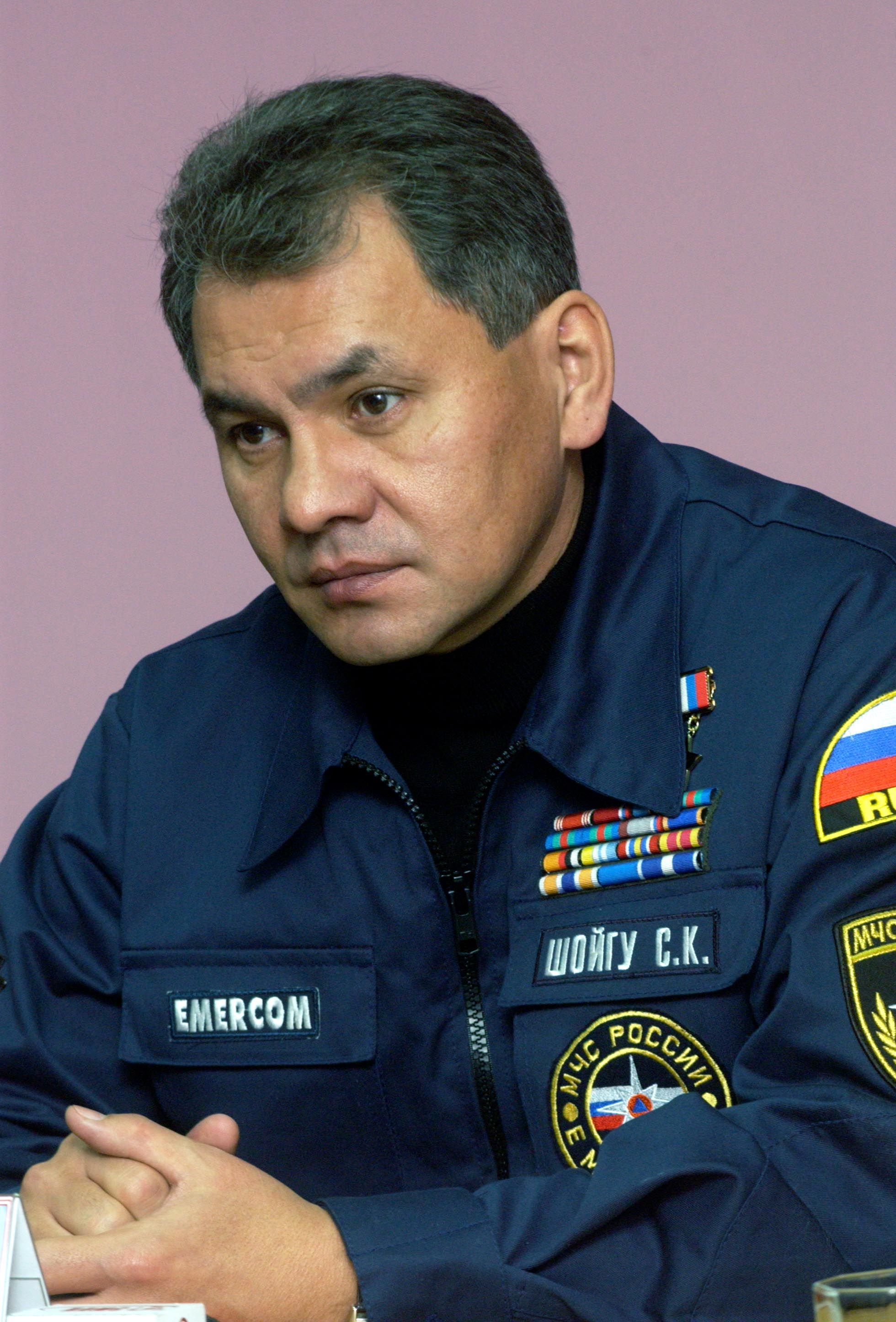
Sjojgu som katastrofminister år 2002.
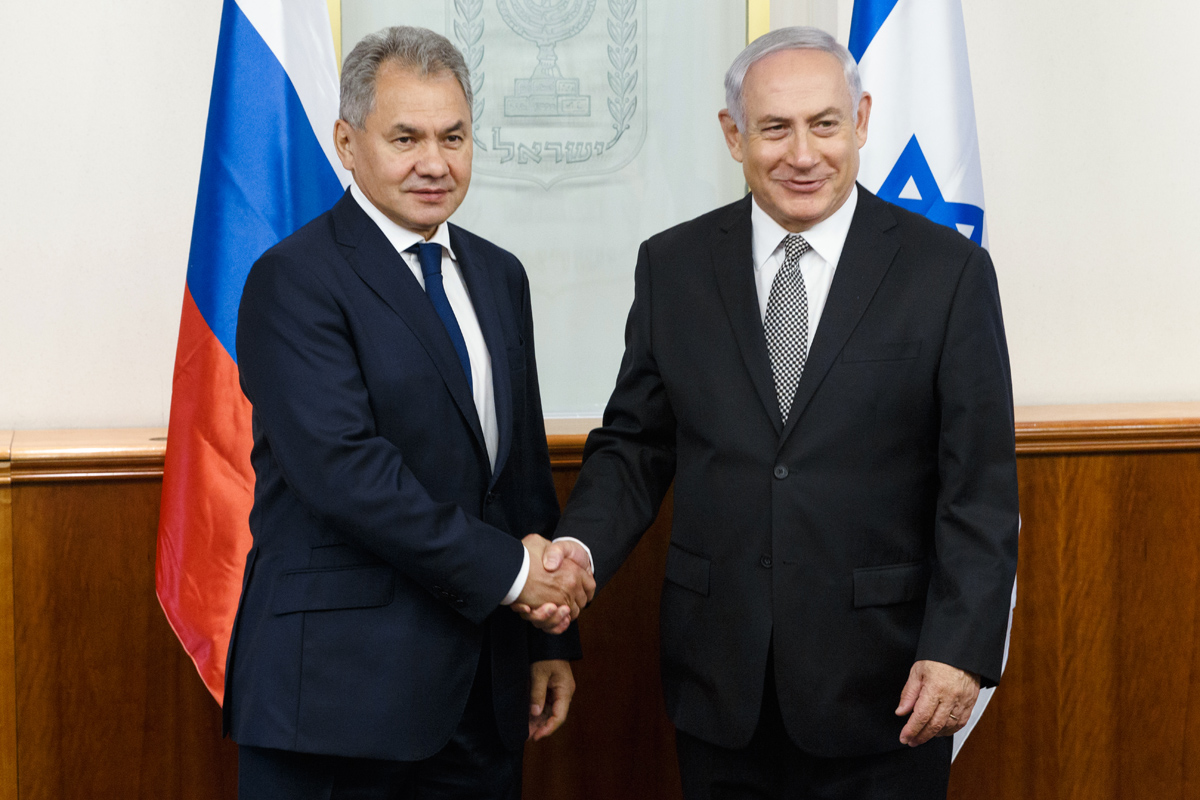
Sjojgu och Israels premiärminister Benjamin Netanyahu, 17 oktober 2017.
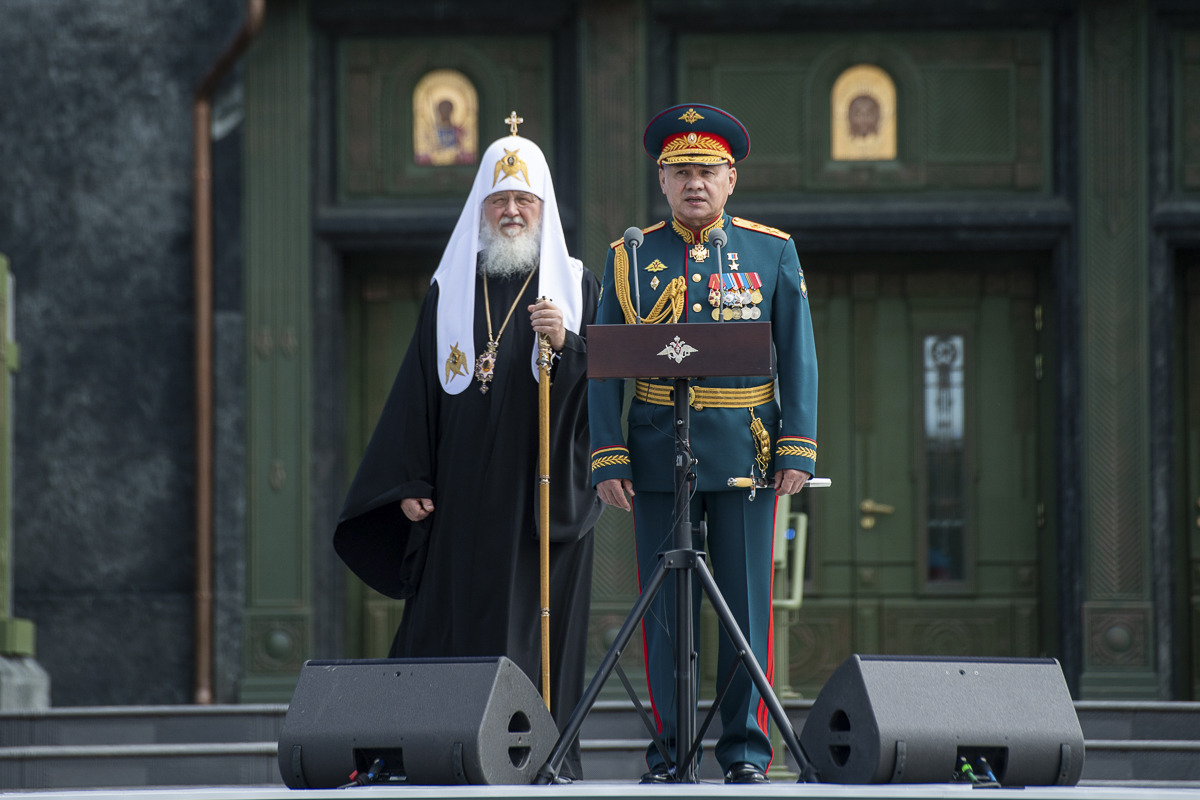
Sjojgu med rysk-ortodoxa kyrkans patriark Kirill vid invigningen av Ryska federationens väpnade styrkors huvudkatedral i Kubinka, 14 juni 2020.
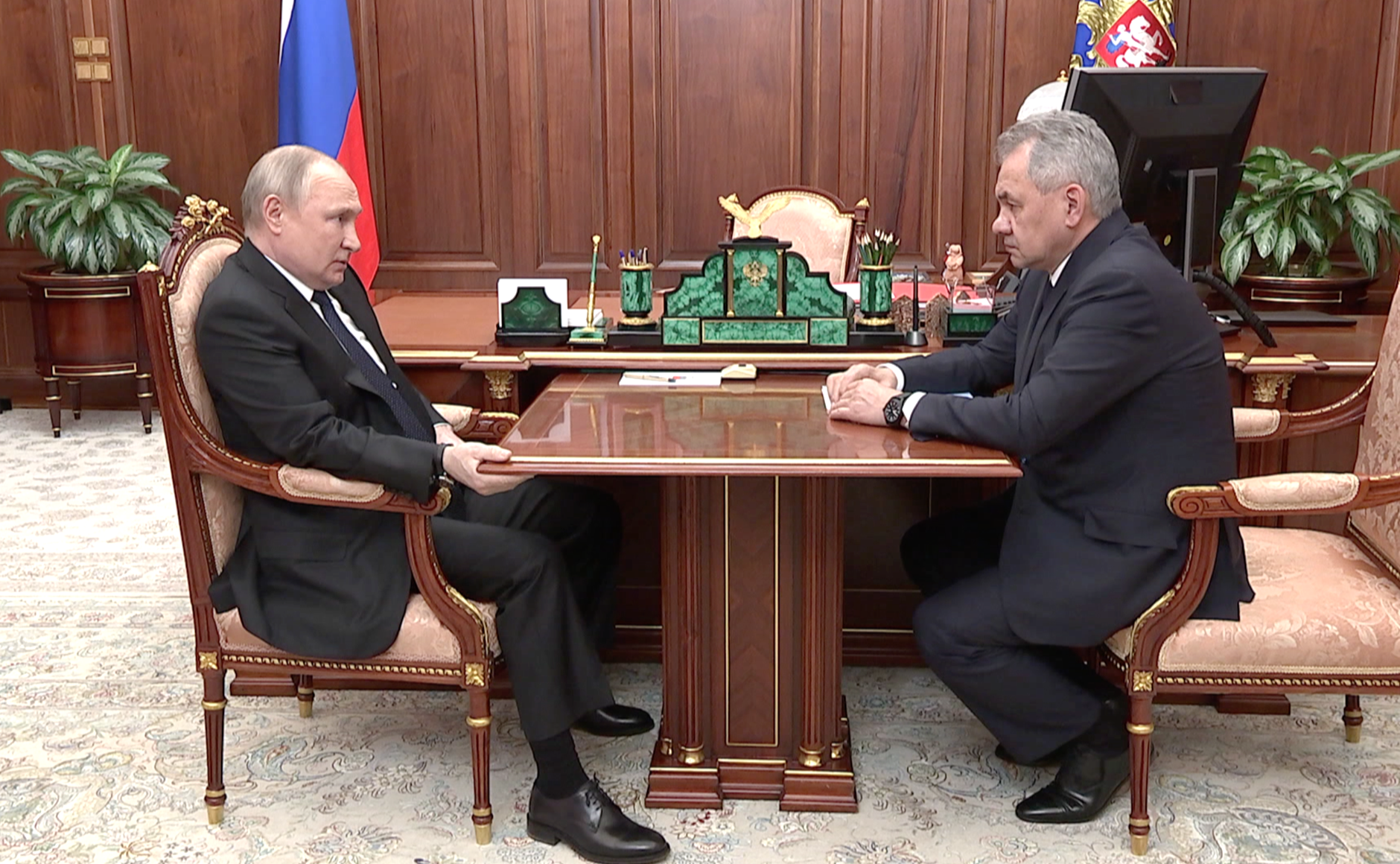
Sjojgu under ett möte med Vladimir Putin i april 2022.
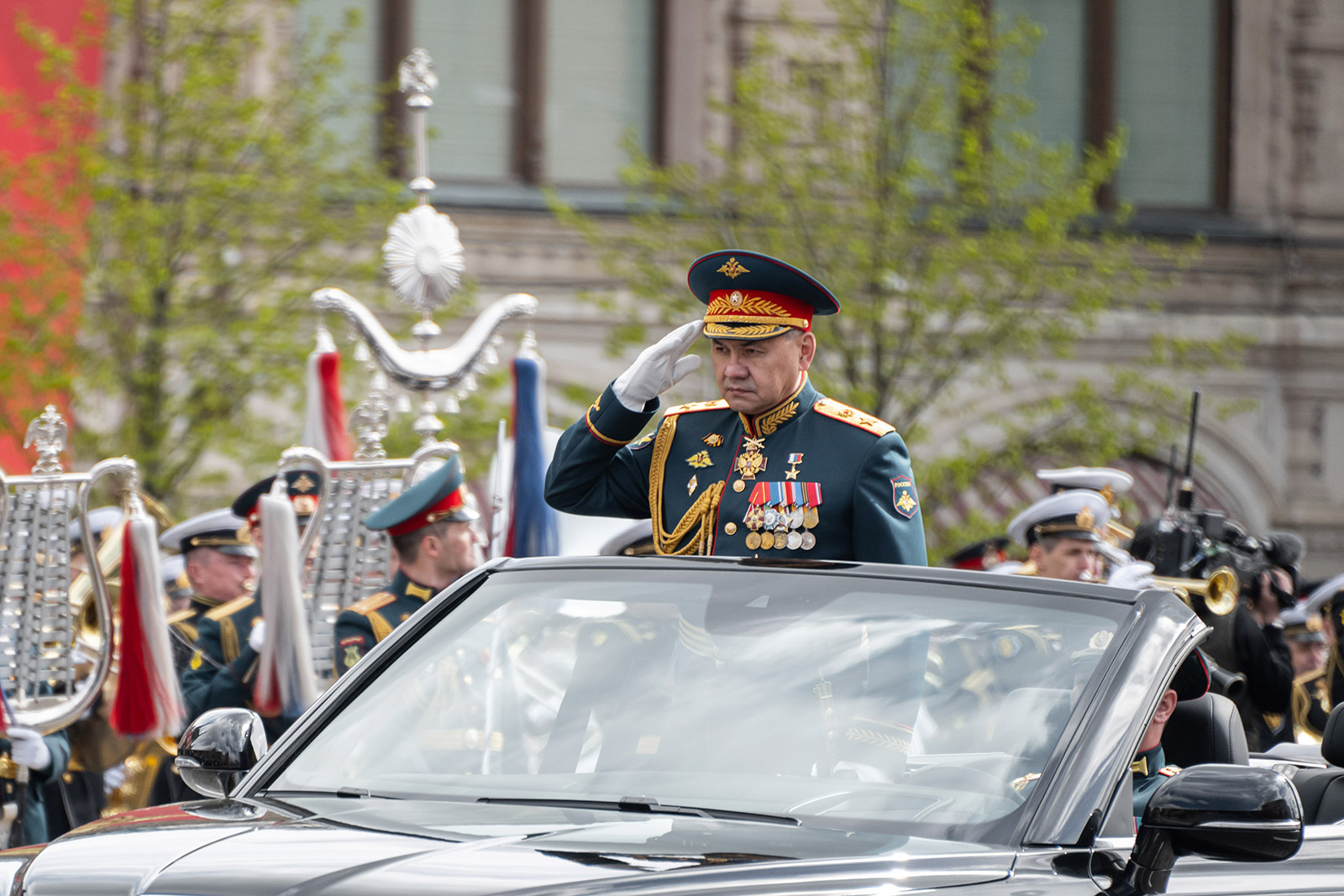
Sjojgu vid firandet av segerdagen i Moskva, 9 maj 2022.

## Utmärkelser

### Ryssland
- Medaljen ”Försvarare av ett fritt Ryssland”, 1993.[12]
- Medalj av orden ”För personligt mod”, februari 1994.[12]
- Ryska federationens hjälte, 20 september 1999.[12]
- Tredje klassen av Fäderneslandets förtjänstorden, 2005.[5]
- Medalj av Ärans orden, 30 december 2008.[13]
- Andra klassen av Fäderneslandets förtjänstorden, 2010.[5]
- Storkorset med svärd av Sankt Andreas orden, 2014.[5]
- Första klassen med svärd av Fäderneslandets förtjänstorden, 21 maj 2020.[14]

### Utländska utmärkelser
- Riddare av Kirgiziska Danakerorden, 21 maj 2002.[5]
- Första klassen av Serbiska flaggans orden, juli 2012.[5]
- Storkorset med svärd av Maltesiska orden ”pro Merito Melitensi”, 5 juli 2012.[5]